# TeamSpeak
TeamSpeak è un software di VoIP nato per essere di ausilio ai videogiocatori on-line che necessitano di comunicare a voce durante il gioco in modalità multigiocatore. Iniziato nel 1999 come progetto personale di alcuni amici, è stato pubblicato per la prima volta nel 2001.
TeamSpeak può essere eseguito in background e consuma pochissime risorse in termini di banda (pochi kib/s in upstream). All'interno del programma, le persone che si parlano in un gruppo fanno parte di uno stesso server, di cui è amministratore chi lo ha creato, per accedere al quale si può scegliere di impostare una password.
Il programma mette a disposizione strumenti come la rubrica, la possibilità di selezionare degli amici, gli hotkey (per accedere alle funzionalità del programma direttamente premendo delle combinazioni scelte di tasti), la normalizzazione della voce (che elimina la necessità di configurare il microfono riducendo echi e rumori indesiderati) e la possibilità di registrare le conversazioni sul canale (ne risulta un file audio WAV che viene salvato sul PC).
Può essere configurato in 3 modalità: Voice Activation Detection, che attiva il microfono quando rileva una voce, Push-To-Talk, in cui per parlare bisogna premere determinati tasti definiti come hotkey, e una terza la Continuous Transmission che mantiene la comunicazione sempre aperta.
TeamSpeak è disponibile anche in versione server. Quest'ultima consente di creare dei veri e propri canali in stile IRC, con operatori e moderazione degli stessi, amministrando il tutto tramite il software client oppure tramite interfaccia web installando plugin aggiuntivi (sviluppati da terzi) lato server.